# رود برنارد
رود برنارد (بالإنجليزية: Rod Bernard)‏ هو مغن مؤلف ومغني أمريكي، ولد في 12 أغسطس 1940، وتوفي في 12 يوليو 2020.

## وصلات خارجية
- رود برنارد على موقع ميوزك برينز (الإنجليزية)
- رود برنارد على موقع ديسكوغز (الإنجليزية)